# Diego Romero Fraga
Diego Romero Fraga (20 de noviembre de 1990) es un sargento del Ejército de Tierra y deportista español que compite en piragüismo en la modalidad de maratón.
Ganó nueve medallas en el Campeonato Mundial de Piragüismo en Maratón entre los años 2010 y 2023, y nueve medallas en el Campeonato Europeo de Piragüismo en Maratón entre los años 2018 y 2025.

## Palmarés internacional
| Campeonato Mundial | Campeonato Mundial       | Campeonato Mundial | Campeonato Mundial |
| Año                | Lugar                    | Medalla            | Competición        |
| ------------------ | ------------------------ | ------------------ | ------------------ |
| 2010               | Bañolas (España)         | Medalla de plata   | C2                 |
| 2013               | Copenhague (Dinamarca)   | Medalla de plata   | C2                 |
| 2018               | Vila Verde (Portugal)    | Medalla de oro     | C2                 |
| 2019               | Shaoxing (China)         | Medalla de oro     | C1 (CD)            |
| 2019               | Shaoxing (China)         | Medalla de oro     | C2                 |
| 2021               | Pitești (Rumania)        | Medalla de oro     | C2                 |
| 2022               | Ponte de Lima (Portugal) | Medalla de oro     | C1 (DC)            |
| 2022               | Ponte de Lima (Portugal) | Medalla de oro     | C2                 |
| 2023               | Vejen (Dinamarca)        | Medalla de oro     | C2                 |
| Campeonato Europeo |                          |                    |                    |
| Año                | Lugar                    | Medalla            | Competición        |
| 2018               | Metković (Croacia)       | Medalla de oro     | C2                 |
| 2019               | Decize (Francia)         | Medalla de bronce  | C2                 |
| 2022               | Silkeborg (Dinamarca)    | Medalla de oro     | C2                 |
| 2023               | Slavonski Brod (Croacia) | Medalla de plata   | C2                 |
| 2023               | Slavonski Brod (Croacia) | Medalla de bronce  | C1 (DC)            |
| 2024               | Poznań (Polonia)         | Medalla de bronce  | C1                 |
| 2024               | Poznań (Polonia)         | Medalla de bronce  | C2                 |
| 2025               | Ponte de Lima (Portugal) | Medalla de bronce  | C2                 |